# Sports Authority Field at Mile High
Broncos Stadium at Mile High (tidligere Invesco Field at Mile High og Sports Authority Field at Mile High, normalt bare kaldet Mile High Stadium) var et stadion i Denver i Colorado, USA, der er hjemmebane for NFL-klubben Denver Broncos. Stadionet har plads til 76.125 tilskuere. Det blev indviet i 2001, hvor det erstattede Broncos gamle hjemmebane, der også var kendt som Mile High Stadium. I dag er navnet Sports Authority Field at Mile High.